# Dripping
Dripping (ang. drip - kapać) - technika malarska polegająca na wylewaniu farby na płótno i przechylaniu go, co pozwala uzyskać nieoczekiwane formy tworzące przez ściekającą farbę. Znana także pod nazwą coulage. Stosowana przez amerykańskich malarzy kręgu ekspresjonizmu abstrakcyjnego (np. Jackson Pollock).